# Parallels Virtuozzo Containers
Parallels Virtuozzo Containers（パラレルス・バーチュオッゾ・コンテナ、パラレルス・コンテナ）は、パラレルスが開発したサーバ仮想化ソフトウェアである。
Windows版、Linux版があり、ホスティング用途を中心に、世界中で利用されている。日本でも、日本法人パラレルス株式会社が設立され、その販売、サポートを行っている。
オープンソースのOpenVZはParallels Virtuozzo Containers（Linux版）のオープンソース版（Windows版はない）。

## 概要
サーバの仮想化方法としてOS仮想化（コンテナ化）を採用している。
VMwareのハードウェア仮想化と異なり、性能や必要とするリソースは少なく済むが、Linux、Windowsの混在環境は作成できない。
性能に優れているため、ホスティング業者でバーチャル・プライベート・サーバのサービスを提供するために使用しているケースが多い。

## 対応OS
Virtuozzo 4.6 (Windows) または4.7 (Linux) で対応しているOSは以下のとおり。
Windows版
- ホストOS、ゲストVPS
  - Microsoft Windows Server 2003, 2008, 2012

Linux版
- ホストOS
  - Red Hat Enterprise Linux 5, 6
  - CentOS 5, 6

- ゲストVPS
  - CentOS 4 - 6
  - Debian 5.0 - 6.0
  - Fedora Core 12 - 14
  - Red Hat Enterprise Linux 4 - 6
  - OpenSUSE 11
  - SUSE LINUX Enterprise Server 10 - 11
  - Ubuntu 8.04 - 10.10